# Stazione di Costermano
La stazione di Costermano era una fermata posta sulla ferrovia Verona-Caprino-Garda entrata in servizio nel 1889 e chiusa nel 1956, che serviva il centro abitato di Costermano.

## Storia
La stazione sorgeva dopo una brusca curva e contava su un buon traffico. Venne aperta nel 1889 con il tratto Verona-Caprino. Dopo i bombardamenti della seconda guerra mondiale la ferrovia entrò in crisi e nel 1956 venne chiuso il tratto Caprino-Domegliara, secondo dopo il Garda-Affi e prima del Domegliara-Verona Porta S. Giorgio, chiuso nel 1959 e poi sostituito da una filovia.

## Servizi
La stazione era munita di biglietteria.

## Movimento
In questa stazione si fermavano i treni locali, accelerati e diretti.